# Albert Bonnier (född 1954)
Albert Bonnier, född 24 januari 1954, är en svensk bokförläggare och delägare i Bonnier AB. Han sitter i styrelserna för Expressen och Albert Bonniers Förlag. 1997 grundade han Bokförlaget DN. Därefter arbetade han på TV-kanalen K-world som innehållsansvarig. Numera är han verksam som facklitterär chef på Albert Bonniers förlag.
Han har även varit sommarvärd i Sveriges Radio P1, varit ordförande för Förlagsklubben, och blivit utsedd till månadens Darling av den numera nedlagda tidskriften Darling.
Albert Bonnier är son till Johan "Joja" Bonnier. Han är gift med Nalini Yamdagni Bonnier. De har två söner och en dotter. Han var med i Historieätarna 2012.